# Complejo Minero Santa Bárbara
La mina de Santa Bárbara es un yacimiento minero, fuente de cinabrio y de  mercurio, Se localiza en la cordillera central de Andes peruanos, en la Comunidad Campesina de Santa Bárbara; distrito, provincia y departamento de  Huancavelica en Perú a una altitud entre los 3700 y 4200 m.s.n.m.
Es un patrimonio preindustrial virreinal y republicano, donde se desarrollaron diversas labores mineras vinculadas a la extracción, procesamiento, almacenaje y transporte del mercurio, que impulsaron el surgimiento de poblaciones y el desarrollo de actividades administrativas, comerciales, productivas, artesanales, etc.

## Historia
Se dice que los españoles comenzaron a explotar la mina de mercurio, en la zona de Huancavelica, hoy conocida como Mina Santa Bárbara en 1566, cuando, de acuerdo a la leyenda, un nativo llamado Ñahuincopa que era el curaca del pueblo  mostró al español Amador Cabrera de su existencia. Es muy probable que haya sido una mina explotada y abandonada en épocas anteriores a la colonización europea de América. Los antiguos peruanos ya utilizaban el sulfuro de mercurio, que ellos llamaban “llimpi”. Se utilizó para tratar el oro recolectado de las minas Incas y también para la realización de vistosas pinturas. Los españoles después de la conquista y subyugación impusieron sistemas de trabajo obligatorios verdaderamente esclavistas como la mita minera (existía la mita obrajera pero se daba en los talleres textiles también de propiedad de los colonizadores ibéricos) donde los varones (cobrizos) desde los 12 a los 60 años prestaban servicio en condiciones deplorables en medio del maltrato de los capataces coloniales, en Santa Bárbara también fallecieron miles de mitayos.
Se constituyó en una de las minas más imponentes de la época. Se sabe que a sus socavones se podía acceder montado a caballo y que en el interior existía una verdadera ciudad, con casas, calles y hasta una plaza de toros de la que no quedan vestigios, los socavones fueron llamados Chaclatacana, San Francisco y Santa Bárbara, este último tenía una longitud de 501 metros de largo, y 70 metros de profundidad como se lee en documento del Archivo de Indias.
Una carta escrita en 1764 por el fiscal de la Real Audiencia de Lima, Diego de Holgado a los reyes de España, habla de que "La mina de Huancavelica, no produce plata, ni oro; pero produce el azogue, un ingrediente tan necesario, para el beneficio de todas las minas de oro, y plata del Reino. Es la única que se trabaja en este metal, y es propia, y perteneciente a Vuestra Majestad. Provee al Perú, y ha proveído a México, a donde en muchas ocasiones se han remitido cantidades crecidas de Azogue".  
En 1786 dentro de sus socavones murieron más de cien personas, entre indios y españoles, al derrumbarse parte de la mina. Aunque inicialmente hubo intentos de atribuir el derrumbe a un terremoto o temblor, investigaciones posteriores revelaron la puesta en práctica de una minería de rapiña a partir de 1785 habría comprometido su soporte estructural.
Por la alta toxicidad del mercurio, la mina de Santa Bárbara tuvo uno de los índices de mortalidad más elevados de toda América. En la ciudad de Huancavelica existió un hospital dedicado a los enfermos de la mina.

## Época actual
Actualmente la mina puede ser visitada por el socavón conocido como Belén. Sin embargo, la visita puede resultar muy peligrosa para las personas que no conocen la ruta. A la mina solo se puede llegar, pero no se puede acceder al interior porque hay gases dormidos dentro de la misma y pueden causar la muerte. Por la peligrosa situación de la mina, está cerrada con una puerta y una pared del ladrillo. Desde afuera el visitante puede ver la antigua entrada a la mina con el escudo arriba. Siguiendo por el camino, uno llega al equipo de las minas más modernas y recién abandonadas. Unos metros más por el camino está el pueblo abandonado. En 2006 la diócesis y el Departamento estaban reconstruyendo la iglesia del pueblo.

## Galería

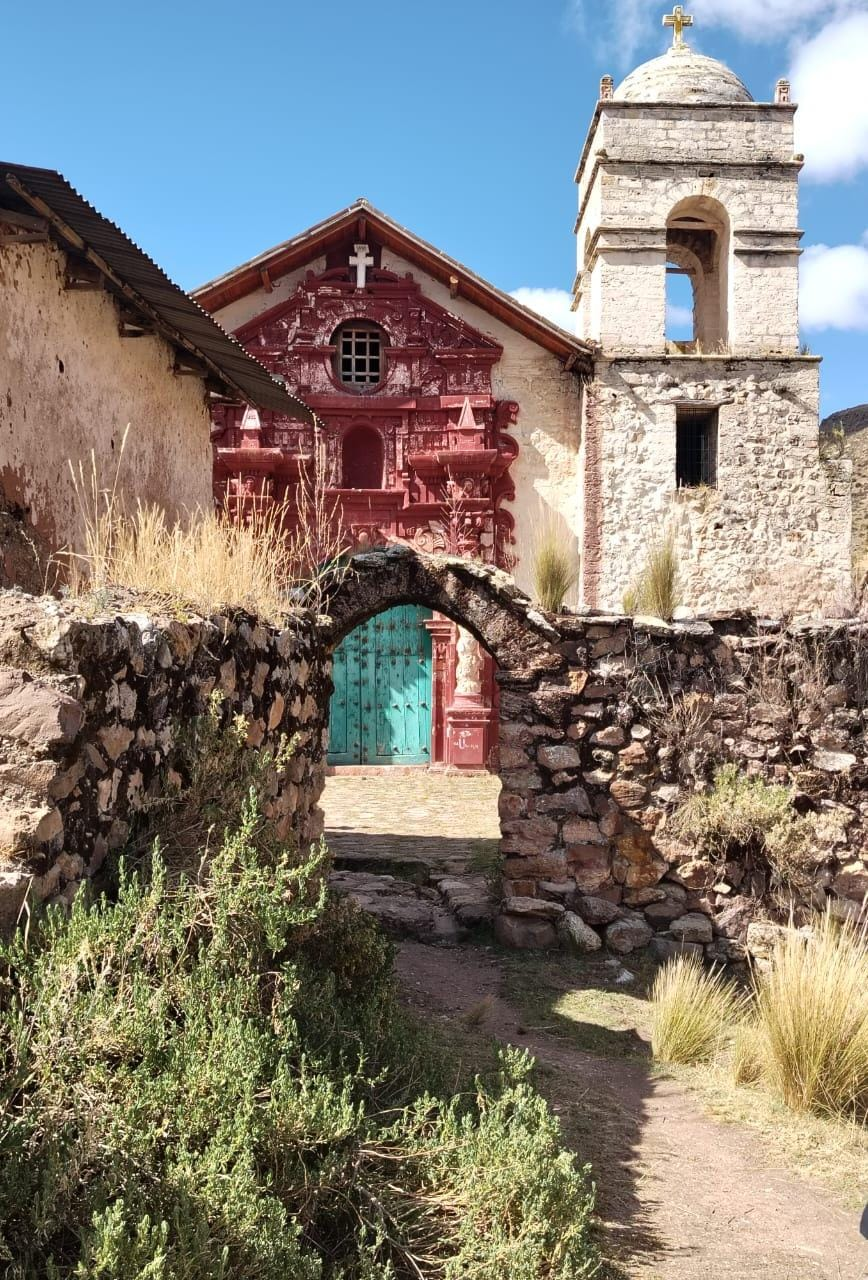
Iglesia de la comunidad de Santa Bárbara
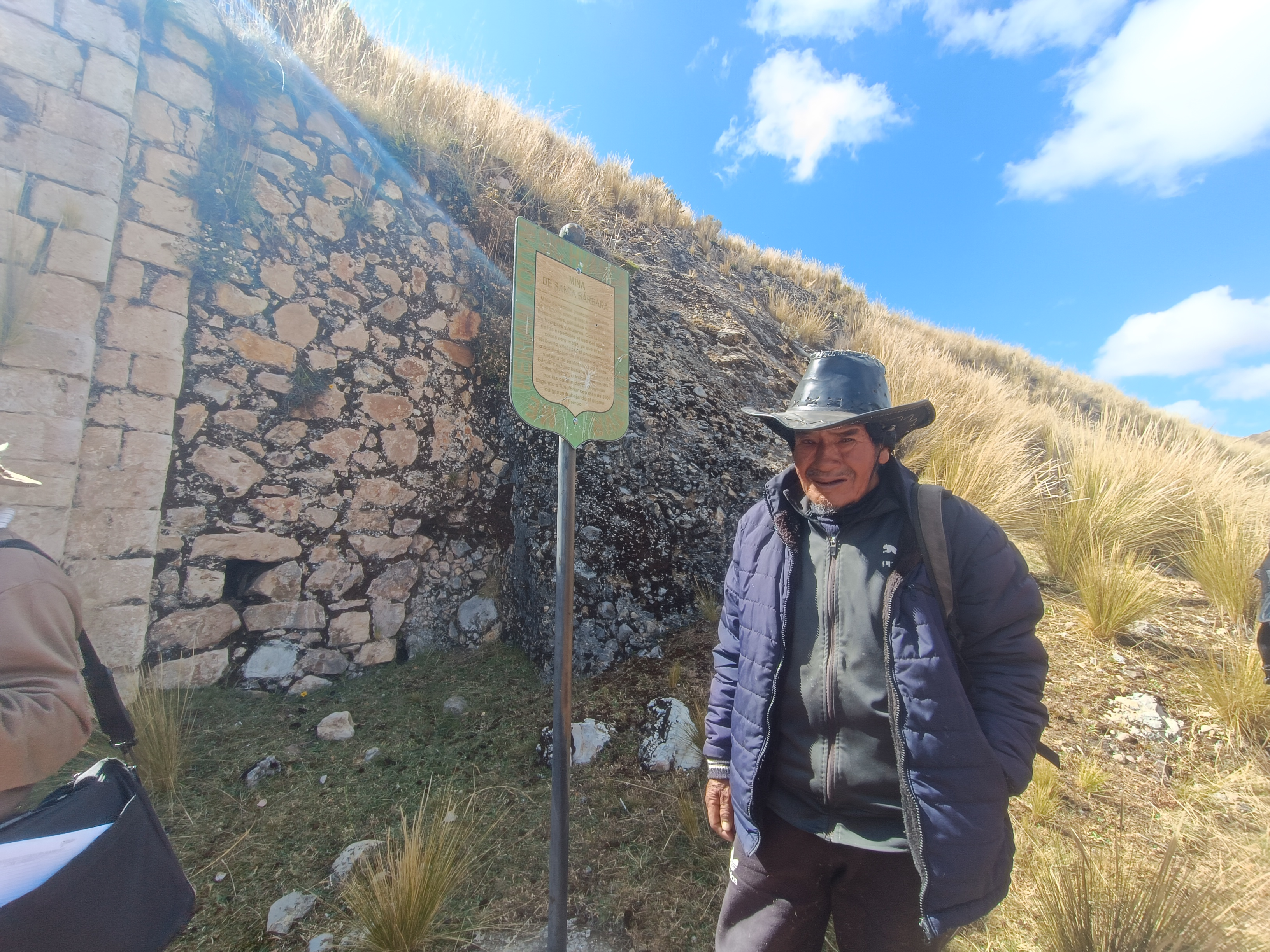
Minas ubicadas en la Comunidad de Santa Bárbara, Huancavelica 08
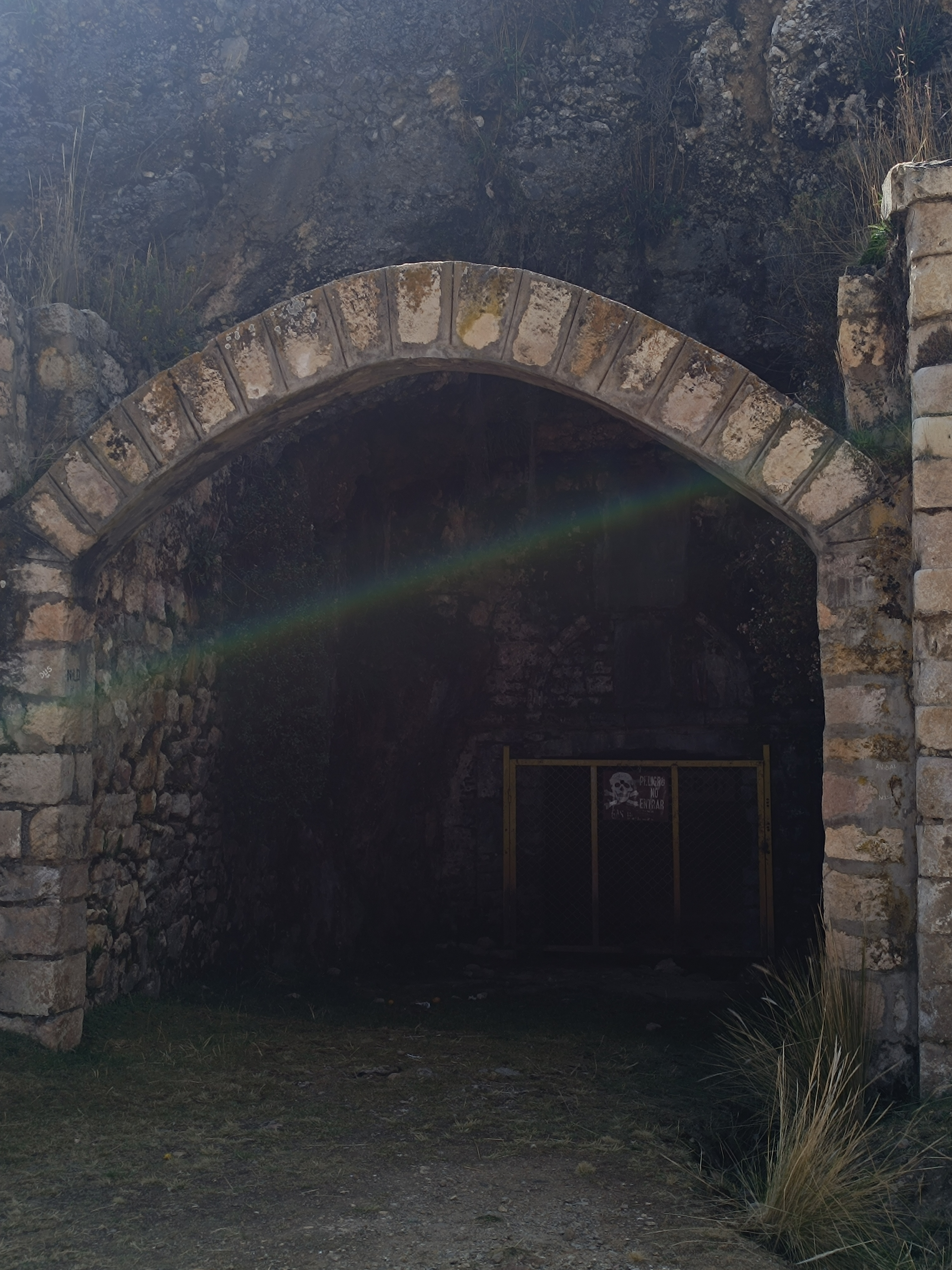
Minas ubicadas en la Comunidad de Santa Bárbara, Huancavelica 03.jpg
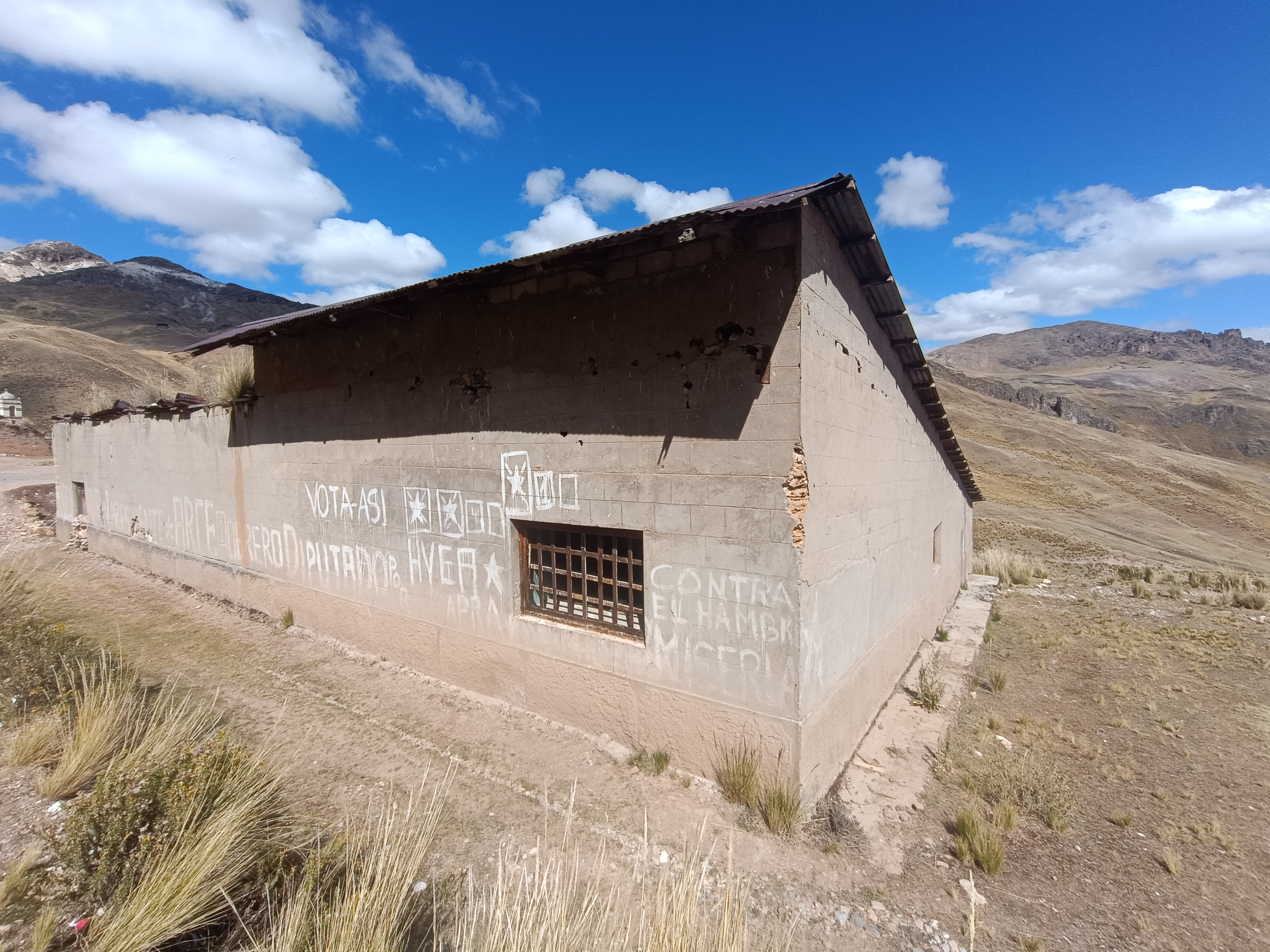
Casa de la administración de la comunidad Santa Bárbara
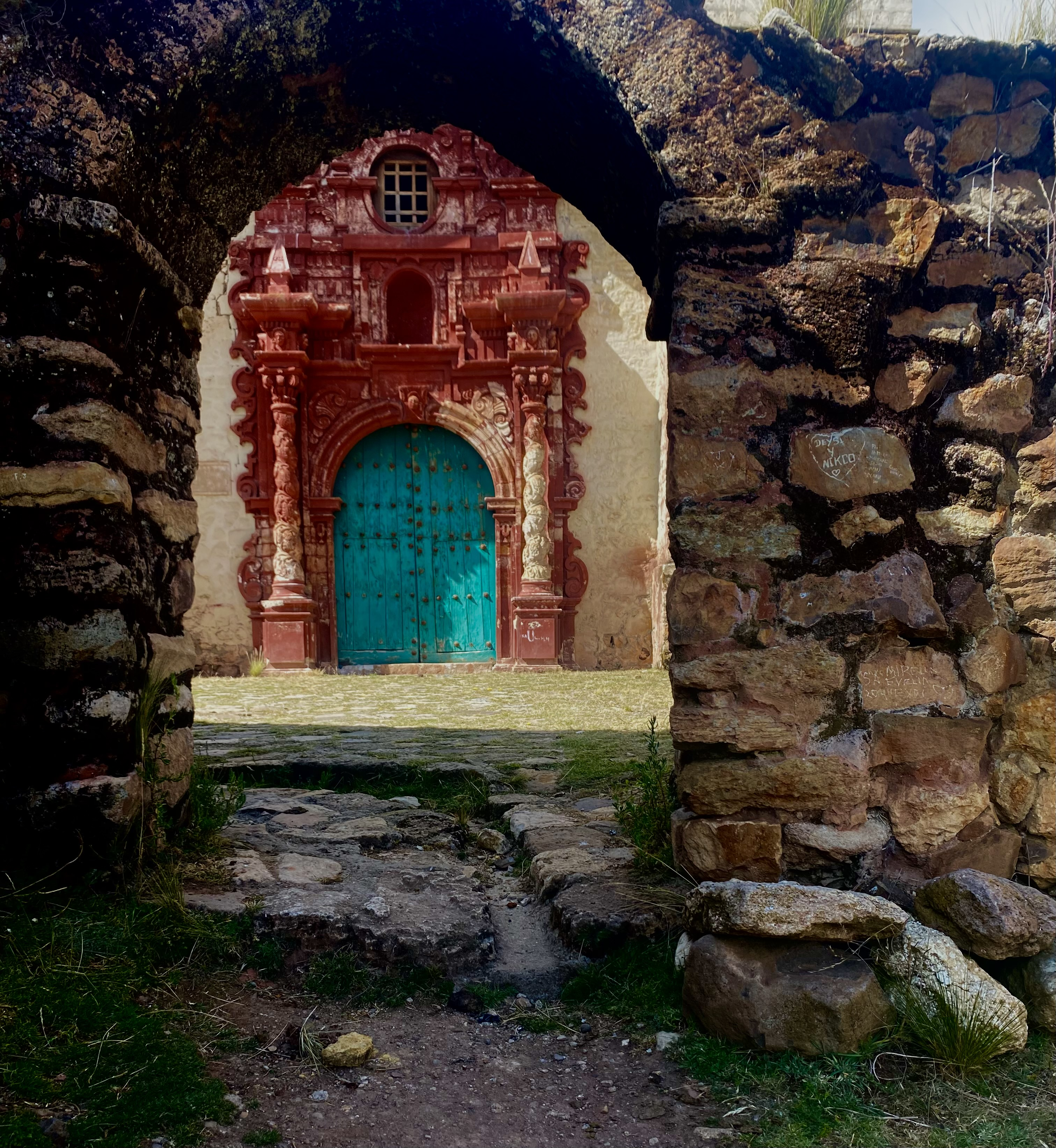
Portada del ingreso a la iglesia de Santa Bárbara - Huancavelica - Perú
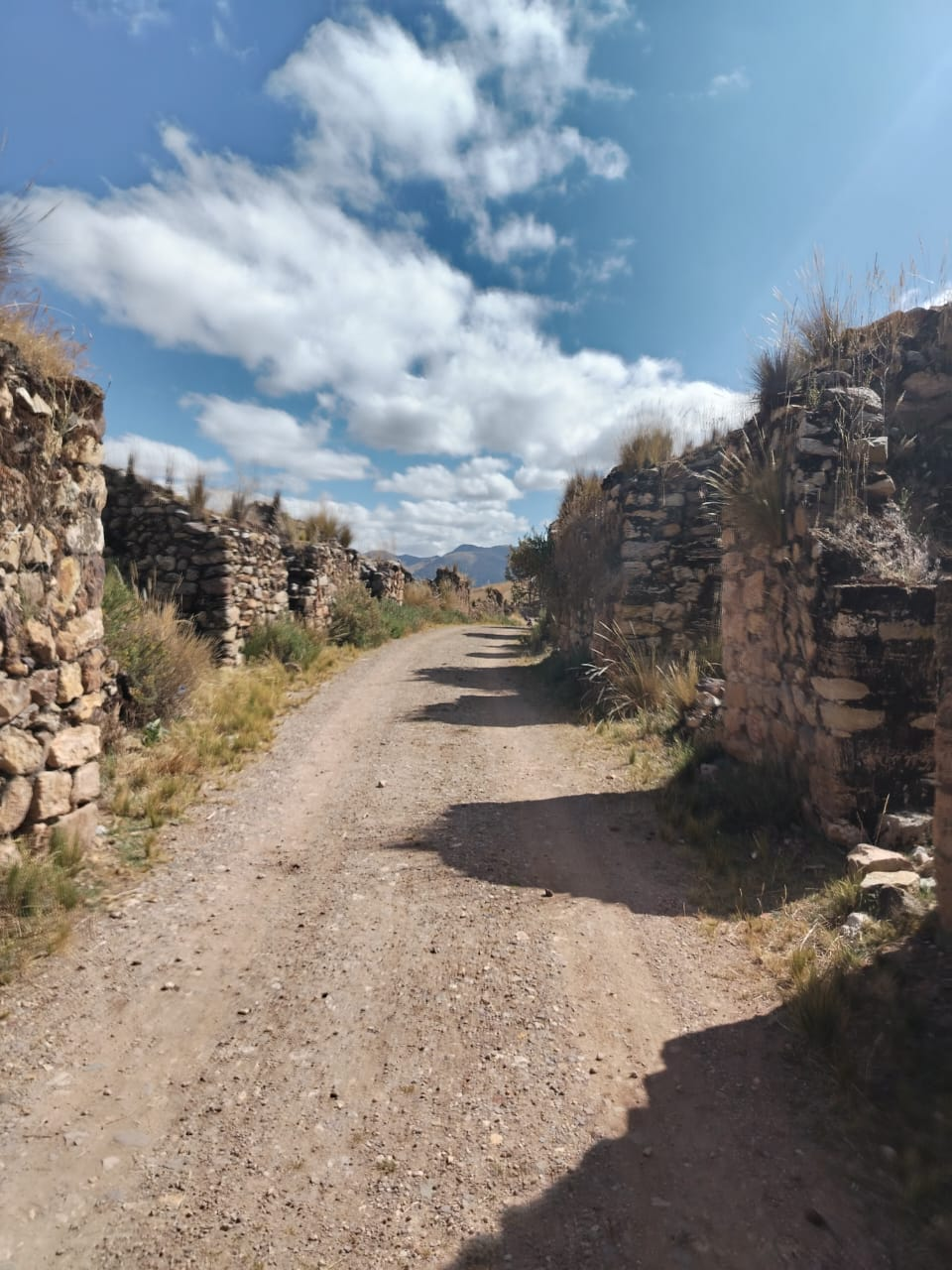
Pueblo Santa Bárbara
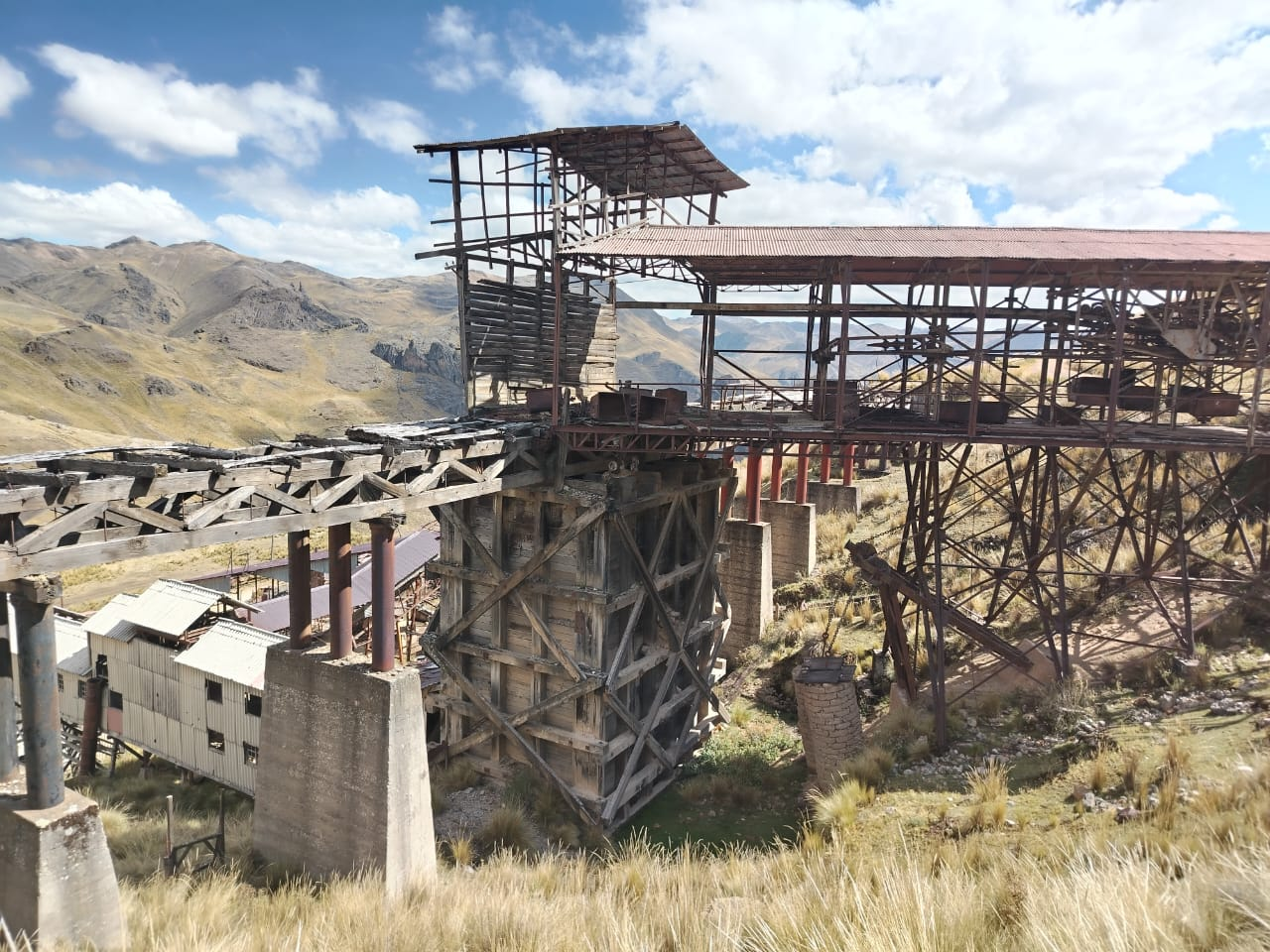
Planta de procesamiento de la Mina Santa Bárbara
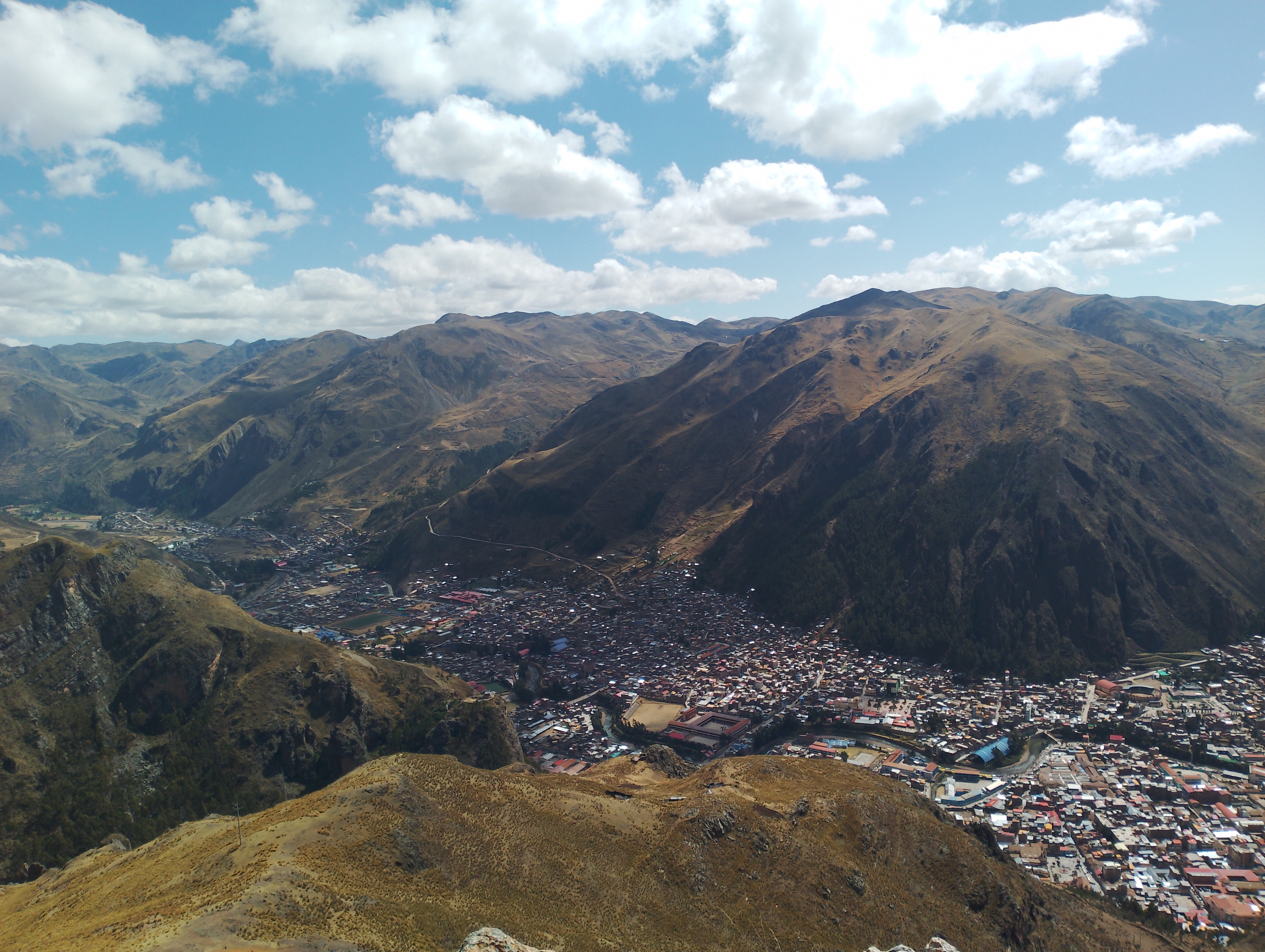
Mirador de Huancavelica-Santa Bárbara
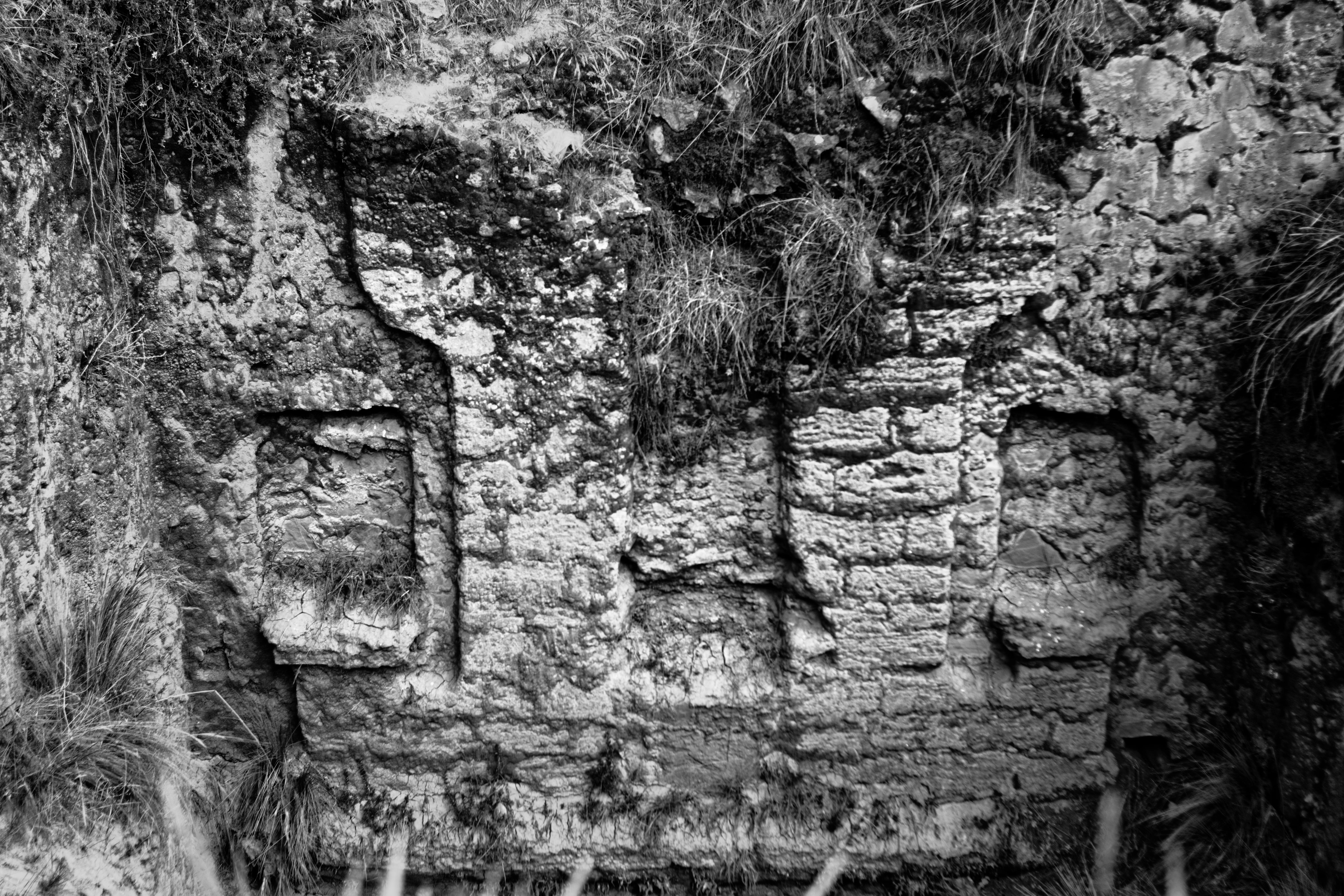
Detalles Entrada San Javier Catedral
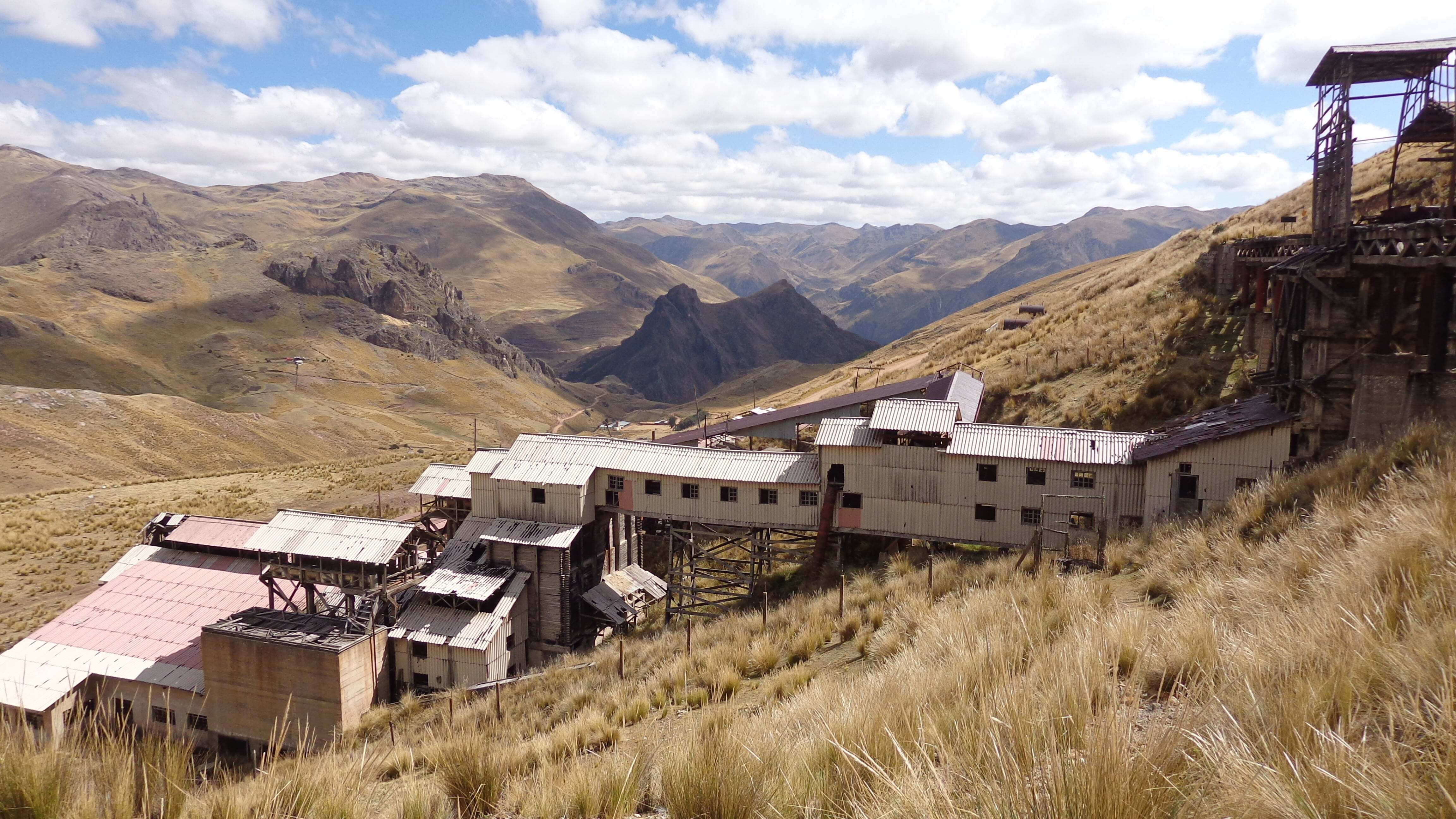
Planta de procesamiento (Planta inferior)
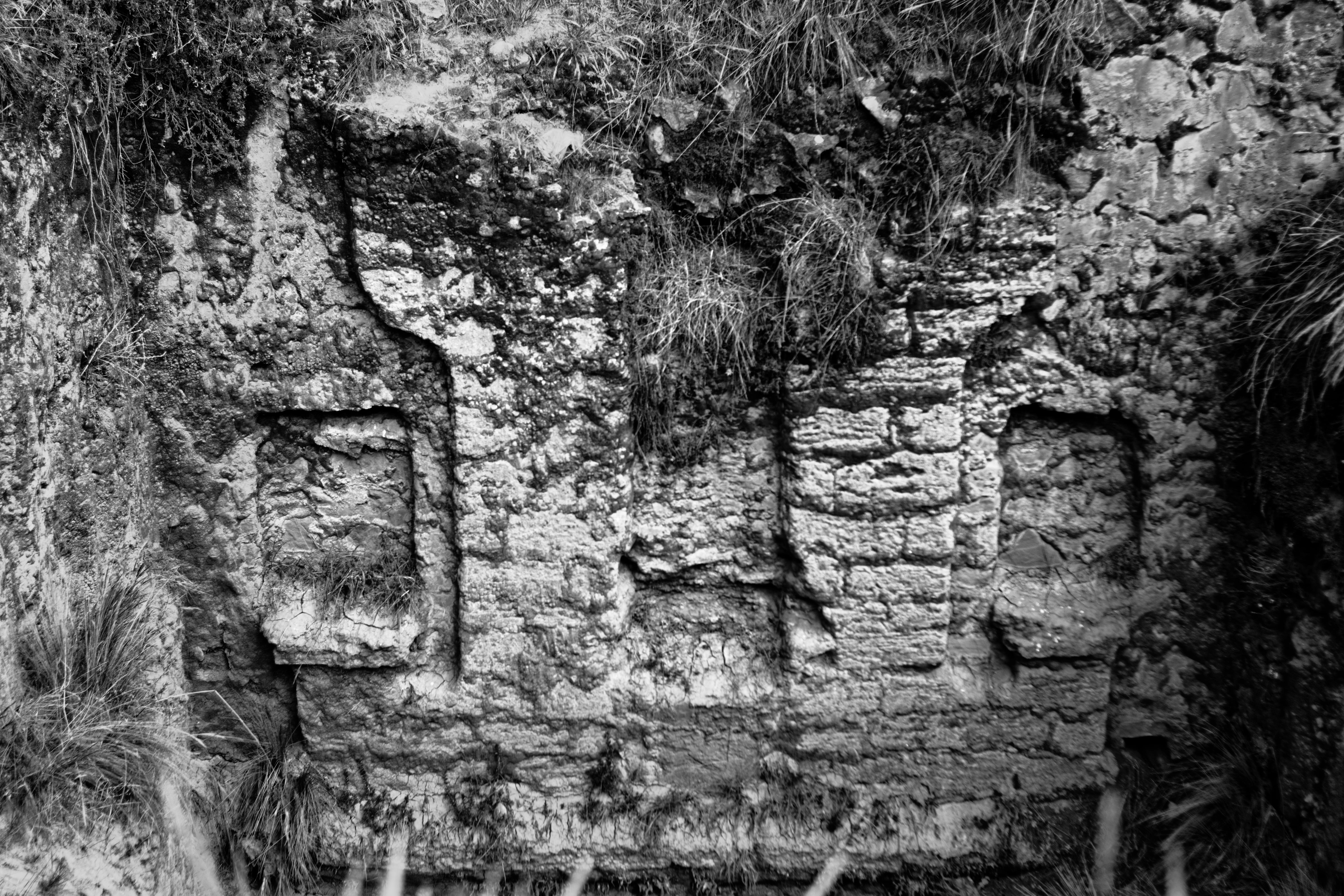
Detalles Entrada San Javier Catedral
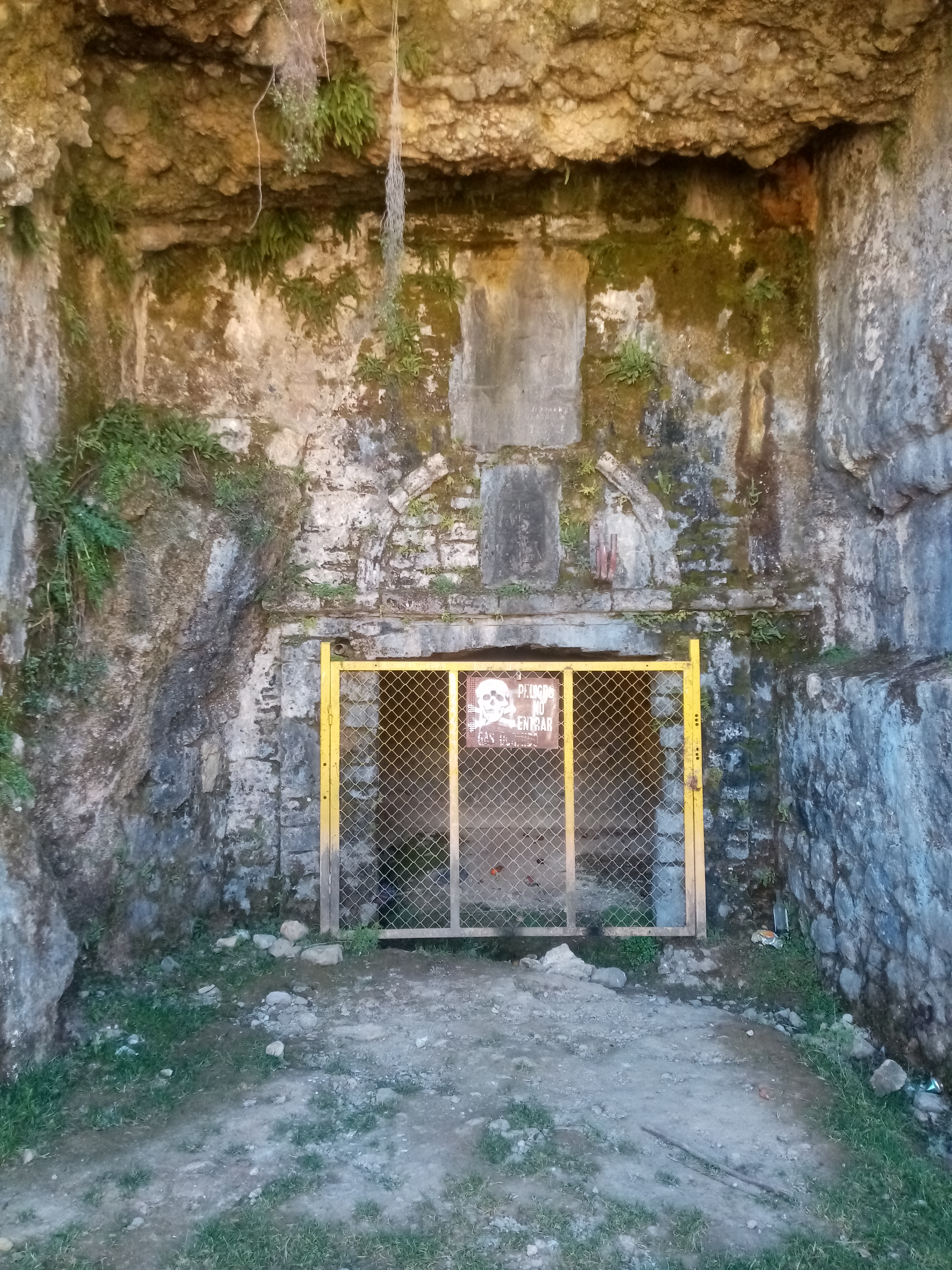
Mina Belén
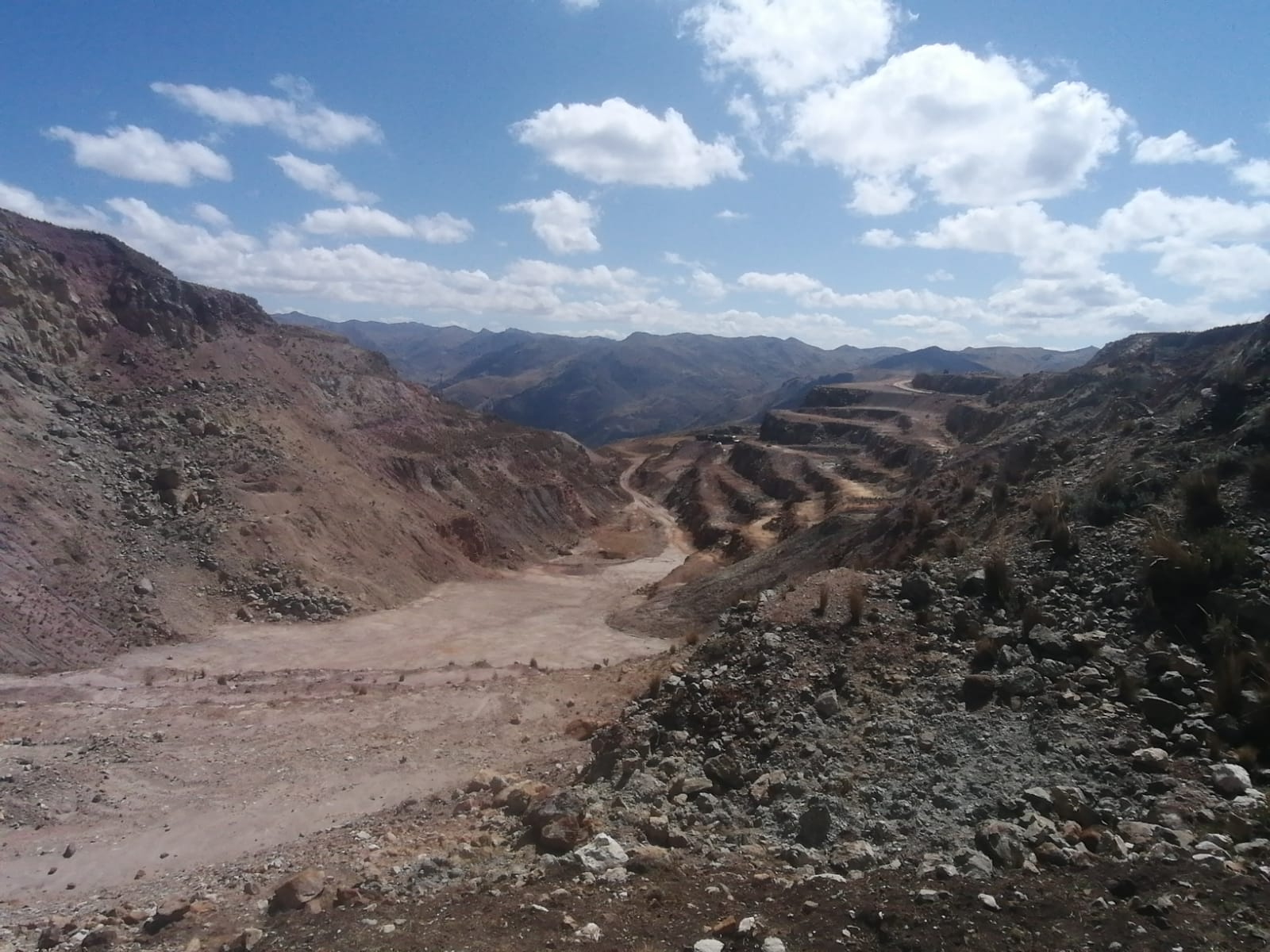
Tajo abierto de la Mina de Santa Bárbara